# Çukuryurt, Mardin
Çukuryurt là một xã thuộc huyện Mardin, tỉnh Mardin, Thổ Nhĩ Kỳ. Dân số thời điểm năm 2010 là 267 người.